# Rangrücktritt
Durch eine Rangrücktrittsvereinbarung für seine Forderung verzichtet der Gläubiger vorläufig auf die Erfüllung seiner Forderung, um andere (potenzielle) Gläubiger besser zu stellen oder eine Überschuldung eines Unternehmens im Sinne der Insolvenzordnung zu verhindern.

## Allgemeines
Im Regelfall sind die Verbindlichkeiten eines Unternehmens in der Reihenfolge nach deren zeitlicher Fälligkeit zu begleichen. Die Rangrücktrittsvereinbarung greift in diese ursprüngliche Tilgungsreihenfolge ein, indem sie diese von vorneherein oder nachträglich ändert. Dadurch wird die Tilgungskonkurrenz mit anderen Gläubigern vermieden. Es wird eine Rangordnung für den Fall festgelegt, dass die Vermögenswerte des Unternehmens nicht ausreichen, um alle Verbindlichkeiten zu bedienen.

## Rechtsfragen
Die Rangrücktrittsvereinbarung ist ein zwischen einem Gläubiger und einem schuldenden Unternehmen geschlossener Vertrag, wonach der Gläubiger im Falle der Liquidation oder Insolvenz des Unternehmens erst dann seine Forderungen zurückgezahlt erhält, wenn das Unternehmen alle übrigen Verbindlichkeiten bezahlt hat. Es handelt sich um einen verfügenden Schuldänderungsvertrag nach § 311 Abs. 1 BGB, der eine aufschiebende Bedingung enthält. Durch das Gesetz zur Modernisierung des GmbH-Rechts und zur Bekämpfung von Missbräuchen (MoMiG) vom Oktober 2008 ist der die insolvenzrechtliche Überschuldung vermeidende Rangrücktritt in § 19 Abs. 2 InsO gesetzlich geregelt. Danach sind Verbindlichkeiten nicht zu berücksichtigen, für die nach § 39 Abs. 2 InsO ein Rangrücktritt vereinbart ist.

## Arten
Man unterscheidet zwischen dem relativen, einfachen und qualifizierten Rangrücktritt.

### Relativer Rangrücktritt
Beim relativen Rangrücktritt handelt es sich um eine Vereinbarung zwischen einzelnen Gläubigern, die dazu dient, das Verhältnis von deren Forderungen zueinander zu bestimmen. Ein Gläubiger kann danach erst dann Befriedigung verlangen, wenn der Gläubiger, hinter dessen Forderung er – relativ – zurückgetreten ist, ausgeglichen ist.

### Einfacher und qualifizierter Rangrücktritt
Daneben wird zwischen dem einfachen und dem qualifizierten Rangrücktritt unterschieden. Die Unterscheidungskriterien dieses BGH-Urteils vom Januar 2001 sind identisch mit denen vom Bundesministerium für Finanzen. Die einfache Rangrücktrittsvereinbarung sieht vor, dass die Forderung hinter die Forderungen aller übrigen Gläubiger zurücktritt. Der Rangrücktritt kann sich dabei nicht nur auf die gegenwärtigen, sondern auch auf die zukünftigen Forderungen beziehen. Beim einfachen Rangrücktritt kann die zurücktretende Forderung bereits dann wieder ganz oder teilweise zurückbezahlt werden, wenn alle vorrangigen Forderungen bedient wurden. Der Rangrücktritt erfolgt lediglich hinter das sonstige Fremdkapital, während beim qualifizierten ein Rangrücktritt in den Rang des Eigenkapitals gefordert wird. Hier kommt hinzu, dass die Forderung nur aus dem frei verfügbaren Jahres- oder Liquidationsüberschuss oder aus dem die sonstigen Verbindlichkeiten der Gesellschaft übersteigenden frei verfügbaren Vermögen geltend gemacht werden darf, und zwar auch nur nach der Befriedigung sämtlicher Gesellschaftsgläubiger und gleichrangig mit den Einlagerückgewähransprüchen von Mitgesellschaftern. Steuerlich will der Gläubiger beim qualifizierten Rangrücktritt so behandelt werden, als handele es sich bei seiner Forderung um statutarisches Kapital.
Eine Rangrücktrittsvereinbarung kann aber auch nachträglich durch einen „normalen“ Gläubiger im Rahmen einer Sanierung ausgesprochen werden, um eine drohende Überschuldung einer Kapitalgesellschaft oder einer Personengesellschaft, an der ausschließlich Kapitalgesellschaften die persönliche Haftung übernommen haben, zu beseitigen. Bei einer Überschuldung nach § 19 InsO besteht nämlich die Pflicht zur Insolvenzanmeldung gemäß §§ 92 AktG, § 64 GmbHG, § 130a und § 177a HGB.

## Rechtsfolgen
Der Rangrücktritt führt nicht zum Erlöschen einer Verbindlichkeit, so dass diese weiterhin in der Bilanz nach § 266 Abs. 3 C HGB passiviert werden muss. Für den Überschuldungsstatus hingegen gilt seit dem BGH-Urteil vom 8. Januar 2001, dass die Verbindlichkeit weder mit einem einfachen (bei Fremdverbindlichkeiten) noch mit einem qualifizierten (Gesellschafterdarlehen) Rangrücktritt zu berücksichtigen ist (§ 19 Abs. 2 InsO). Die Rangrücktrittsvereinbarung hat zur Folge, dass die Forderung im vereinbarten Rang zu berücksichtigen ist. Durch das MoMiG sind weder der einfache noch der qualifizierte Rangrücktritt im Überschuldungsstatus zu berücksichtigen. Der Rangrücktritt zielt letztlich darauf ab, einen Überschuldungstatbestand abzuwehren.
Internationale Ratingagenturen erkennen derartige hybride Finanzierungsformen beim Schuldner ganz oder teilweise als wirtschaftliches Eigenkapital an. Nachrangdarlehen – das Hauptanwendungsgebiet eines Rangrücktritts – können mit mindestens 50 % ihres Betrages ratingverbessernd zum wirtschaftlichen Eigenkapital gerechnet werden. Das ist einer der Hauptgründe für die Vereinbarung eines Rangrücktritts in der Unternehmenskrise.

## Ertragsteuerliche Behandlung
Die Vereinbarung eines einfachen oder eines qualifizierten Rangrücktritts hat keinen Einfluss auf die Bilanzierung der Verbindlichkeit. Im Gegensatz zu einem Forderungsverzicht mindert sich oder erlischt die Verbindlichkeit nicht. Diese wird weiterhin geschuldet und stellt für den Steuerpflichtigen eine wirtschaftliche Belastung dar; lediglich die Rangfolge der Tilgung ändert sich. Die Verbindlichkeit ist weiterhin als Fremdkapital in der Steuer- und Handelsbilanz der Gesellschaft auszuweisen.
Ausnahme:
Mit Urteil des Bundesfinanzhofes vom 30. November 2011 sowie nach Auffassung der Finanzverwaltung ist bei einer einfachen Rangrücktrittserklärung, die nicht explizit die Möglichkeit der Tilgung der Verbindlichkeit aus auch sonstigem (freien) Vermögen vorsieht (im Gegensatz der Tilgung aus sonst nur künftigen Einnahmen und Gewinnen), § 5 Abs. 2a EStG anzuwenden mit der Folge, dass in der Steuerbilanz (nicht der Handelsbilanz) eine solche Verbindlichkeit ertragswirksam auszubuchen ist. Gemäß § 5 Abs. 2 a EStG darf nämlich weder eine Verbindlichkeit angesetzt noch eine Rückstellung gebildet werden, wenn die Verpflichtung nur zu erfüllen ist, soweit künftig Einnahmen oder Gewinne anfallen. Da der Schuldnerin ohne die Klausel die Tilgung nicht aus sonstigem (freien) Vermögen möglich sein soll, bestehe somit die Abhängigkeit der Schuld (der wirtschaftlichen Belastung) von Einnahmen bzw. Gewinn. Ist die Gewinnerhöhung durch das Gesellschafterverhältnis veranlasst, bleibt diese in Höhe des werthaltigen Teils der Forderung durch Ansatz einer Einlage gewinnneutral. Bei Kapitalgesellschaften wird dies technisch durch außerbilanziellen Abzug einer verdeckten Einlage und gleichzeitiger Dotierung des steuerlichen Einlagekontos erreicht.